# ليندنهاردتر فورست - زودوست
بَلْدَة لِيندِنهَاردتِر فُورِست - زُودُوست (بالأَلمانِيَّة: Gemeindefreies Lindenhardter Forst - Südost) هي بَلدَة أَلمانِيَّة حُرَّة في مِنطَقَة بَايِرويت التَّابِعة لِمُحافظة فرانكُونيا العُليا في وِلاَية باڤارِيا في جُمهُوريَّة أَلمَانيَا الاِتّحاديّة بمِساحة تُقَدَّر بحَوالَي 3 كم2.

## مَراجع
1. ↑  "معلومات عن ليندنهاردتر فورست - زودوست على موقع openstreetmap.org". openstreetmap.org. مؤرشف من الأصل في 2017-08-22.